# Neriene nitens
Neriene nitens är en spindelart som beskrevs av Zhu och Chen 1991. Neriene nitens ingår i släktet Neriene och familjen täckvävarspindlar. Inga underarter finns listade i Catalogue of Life.